# Dieter Stöckel
Dieter Stöckel (* 6. September 1945 in Sorgau) ist ein ehemaliger ostdeutscher Tischtennis-Nationalspieler.

## Werdegang
Stöckel wurde 1956 Mitglied der BSG Motor Gornsdorf, die damals in der DDR-Oberliga spielte und später BSG Elektronik Gornsdorf hieß. Noch heute (2023) ist er diesem Verein, der sich nun TSV Elektronik Gornsdorf nennt, aktiv in der Oberliga. In den 1970er und 1980er Jahren gehörte Stöckel zu den besten Tischtennisspielern der DDR. Er bestritt etwa 80 Länderspiele.
Bei den DDR-Meisterschaften gewann er je vier Titel im Einzel und im Doppel. Viermal erreichte er das Endspiel:
- 1975  Mixed-Endspiel mit Carla Strauß
- 1978  Endspiel im Einzel, Sieg im Doppel mit Bernd Raue
- 1979  Sieg im Einzel, Sieg im Doppel mit Bernd Raue, Endspiel im Mixed mit Carla Strauß
- 1980  Sieg im Einzel, Sieg im Doppel mit Bernd Raue
- 1981  Sieg im Einzel, Sieg im Doppel mit Bernd Raue
- 1982  Sieg im Doppel mit Bernd Raue
- 1983  Endspiel im Doppel mit Wolfgang Viebig
- 1984  Sieg im Einzel, Endspiel im Doppel mit Siegbert Decker

Mit der Herrenmannschaft der BSG Elektronik Gornsdorf wurde er 1985, 1986 und 1990 DDR-Meister.
Für seine Verdienste wurde Stöckel der Titel Meister des Sports verliehen.

## Privates
Nach seinem Maschinenbau-Studium arbeitete Stöckel als Ingenieur für Spezialmaschinenbau. Er ist verheiratet und hat einen Sohn.